# Eparchia czerkaska (Patriarchat Moskiewski)
Eparchia czerkaska – jedna z eparchii Ukraińskiego Kościoła Prawosławnego Patriarchatu Moskiewskiego, z siedzibą w Czerkasach. Funkcję jej soboru katedralnego pełni sobór Narodzenia Matki Bożej w Czerkasach, sobór św. Michała Archanioła, który był katedrą eparchialną od 2002, w 2024 r. przeszedł w ręce Kościoła Prawosławnego Ukrainy.

Eparchia czerkaska na tle podziału administracyjnego UKP PM

Eparchia czerkaska została powołana do życia w 1898. W momencie powstania liczyła 173 parafie. W latach 1910, 1911 i 1914 z terytorium eparchii były wydzielane kolejno eparchia humańska, eparchia czehryńska i eparchia kaniowska. Wszystkie cztery jednostki administracyjne przestały de facto działać wskutek prześladowań duchowieństwa w latach 30. XX wieku w ZSRR. W lipcu 1992, po raz pierwszy po 70 latach, katedra czerkaska została obsadzona – Święty Synod Ukraińskiego Kościoła Prawosławnego wyznaczył do jej objęcia biskupa Sofroniusza (Dmytruka). Jego następcą został arcybiskup Teodozjusz (Snihiriow) (od 2021 r. metropolita).
Eparchia dzieli się na trzy dekanaty: czerkaski, kaniowski i smiłański. 
Na terenie eparchii działają następujące monastery:
- Monaster św. Onufrego w Harbuzynie, męski
- Monaster św. Onufrego w Czubijiwce, męski
- Monaster Narodzenia Matki Bożej w Czerkasach, męski
- Monaster św. Mikołaja w Łebedynie, żeński
- Czerwonogórski Monaster Opieki Matki Bożej, żeński
- Motroniński Monaster Trójcy Świętej, żeński
- Monaster Trójcy Świętej w Czehrynie, żeński
- Monaster Przemienienia Pańskiego w Stebłowie, żeński